# Мечеть Гохаршад
Мечеть Гохаршад (перс. مسجد گوهرشاد) — мечеть в іранському місті Мешхед, є частиною комплексу мавзолею Імама Рези.

## Історія
Побудована в 1418 придворним архітектором Гавамеддіном Ширазі, за наказом Гохаршад, дружини хорасанського правителя Шахруха.
Постачання для будівництва мечеті йшло з Ширазу та Ісфахану.
За часів Сефевідів та Каджарів зазнала деяких реконструкцій.
Споруда включає 4 айвани, внутрішній двір, розміром 50×55 метрів і кілька шабестанів (підземних галерей).
Двошаровий купол мечеті був сильно пошкоджений у 1911 під час обстрілу російськими військами.